# Honeymoon
„Honeymoon” este cel de-al patrulea album de studio al cântăreței americane Lana Del Rey. Acesta a fost lansat pe data de 18 septembrie 2015, de UMG Recordings. Albumul a fost anunțat în cadrul unei interviu în revista Billboard, care a fost publicat pe 6 ianuarie 2015. Del Rey a început planificarea albumului doar două luni de la lansarea albumului al treilea Ultraviolence (2014). Del Rey a produs albumul cu asistență din partea lui Rick Nowels și Kieron Menzies. "High by the Beach" a fost lansat ca single-ul principal din Honeymoon pe data de 10 august 2015; în timp ce "Terrence Loves You" a fost lansat ca primul single promoțional pe data de 21 august 2015. Iar "Honeymoon" pe data de 7 septembrie ca al doilea single promoțional. Cel de-al treilea și ultimul single promoțional, "Music to Watch Boys To", a fost lansat patru zile mai târziu, pe data de 11 septembrie.

## Single-uri
„High by the Beach” a fost confirmat pe data de 6 august 2015 ca single-ul principal de pe Honeymoon. Cantecul a fost lansat pe data de 10 august 2015. În 13 august, videoclipul pentru "High by the Beach" a fost lansat on-line. Cantecul a debutat pe locul 51 în Billboard Hot 100, deși Billboard inițial a raportat la numarul 7, care a fost corectată după o eroare de calcul.
„Music to Watch Boys To” a fost lansat ca al doilea single de pe album pe data de 11 septembrie 2015 la nivel mondial pe cale digitală.

## Lista pieselor
| Nr.             | Titlu                           | Autor(i)                                   | Producător(i)                           | Lungime |  |
| 1.              | „Honeymoon”                     | Lana Del Rey Rick Nowels                   | Lana Del Rey Rick Nowels Kieron Menzies | 5:50    |  |
| 2.              | „Music to Watch Boys To”        | Del Rey Nowels                             | Del Rey Nowels Menzies                  | 4:50    |  |
| 3.              | „Terrence Loves You”            | Del Rey Nowels                             | Del Rey Nowels Menzies                  | 4:50    |  |
| 4.              | „God Knows I Tried”             | Del Rey Nowels                             | Del Rey Nowels Menzies                  | 4:40    |  |
| 5.              | „High by the Beach”             | Del Rey Nowels Kieron Menzies              | Del Rey Nowels Menzies                  | 4:17    |  |
| 6.              | „Freak”                         | Del Rey Nowels                             | Del Rey Nowels Menzies                  | 4:55    |  |
| 7.              | „Art Deco”                      | Del Rey Nowels                             | Del Rey Nowels Menzies                  | 4:55    |  |
| 8.              | „Burnt Norton (Interlude)”      | Del Rey Keefus Ciancia T.S. Eliot          | Del Rey Nowels Menzies                  | 1:21    |  |
| 9.              | „Religion”                      | Del Rey Nowels                             | Del Rey Nowels Menzies                  | 5:23    |  |
| 10.             | „Salvatore”                     | Del Rey Nowels                             | Del Rey Nowels Menzies                  | 4:41    |  |
| 11.             | „The Blackest Day”              | Del Rey Nowels                             | Del Rey Nowels Menzies                  | 6:05    |  |
| 12.             | „24”                            | Del Rey Nowels                             | Del Rey Nowels Menzies                  | 4:55    |  |
| 13.             | „Swan Song”                     | Del Rey Nowels                             | Del Rey Nowels Menzies                  | 5:23    |  |
| 14.             | „Don't Let Me Be Misunderstood” | Bennie Benjamin Gloria Caldwell Sol Marcus | Del Rey Nowels Menzies                  | 3:01    |  |
| Lungime totală: | Lungime totală:                 | Lungime totală:                            | Lungime totală:                         | 65:06   |  |

## Clasamente
| Clasament (2015)                       | Poziție maximă |
| -------------------------------------- | -------------- |
| Australia (ARIA)                       | 1              |
| Belgia (Ultratop Flanders)             | 2              |
| Belgia (Ultratop Wallonia)             | 2              |
| Țările de Jos (MegaCharts)             | 5              |
| Finlanda (Suomen virallinen lista)     | 12             |
| Germania (Offizielle)                  | 4              |
| Ungaria (MAHASZ)                       | 17             |
| Irlanda (IRMA)                         | 1              |
| Italia (FIMI)                          | 2              |
| Noua Zeelandă (RMNZ)                   | 2              |
| Suedia (Sverigetopplistan)             | 3              |
| Regatul Unit (OCC)                     | 2              |
| Statele Unite ale Americii (Billboard) | 2              |

## Datele lansărilor
| Țară                       | Dată                | Format                    | Ref.                 |
| -------------------------- | ------------------- | ------------------------- | -------------------- |
| Australia                  | Septembrie 18, 2015 | CD Descărcare digitală LP | [ 19 ] [ 20 ]        |
| Franța                     | Septembrie 18, 2015 | CD Descărcare digitală LP | [ 21 ]               |
| Germania                   | Septembrie 18, 2015 | CD Descărcare digitală LP | [ 22 ]               |
| Japonia                    | Septembrie 18, 2015 | CD Descărcare digitală LP | [ 23 ]               |
| Regatul Unit               | Septembrie 18, 2015 | CD Descărcare digitală LP | [ 24 ] [ 25 ] [ 26 ] |
| Statele Unite ale Americii | Septembrie 18, 2015 | CD Descărcare digitală LP | [ 27 ] [ 28 ] [ 29 ] |